# رواز گابریادزه
رواز گابریادزه (گرجی: რევაზ [რეზო] გაბრიაძე؛ ۲۹ ژوئن ۱۹۳۶ – ۶ ژوئن ۲۰۲۱) کارگردان تئاتر و فیلم، نمایشنامه نویس، نویسنده، نقاش و مجسمه ساز اهل کشور گرجستان بود. پسرش لوان گابریادزه نیز کارگردان است.

## جوایز:
وی برندهٔ جوایزی همچون نشان هنر و ادب، جایزه نیکا، نشان برجسته افتخار، جایزه دولتی اتحاد شوروی، و نقاب زرین شده‌است.